# Nazarij Nyč
Nazarij Olehovyč Nyč (in ucraino Назарій Олегович Нич?; Vidniv, 19 febbraio 1999) è un calciatore ucraino, attaccante del Viktorija Sumy in prestito dall'LNZ Čerkasy.

## Carriera
Dopo una breve parentesi nelle divisioni amatoriali con Luc'k e Svitjaz' Šac'k, nel 2017 viene acquistato dal Volyn', con cui esordisce in Perša Liha. Nel 2019, si trasferisce al L'viv, con cui esordisce in Prem"jer-liha.